# Canna glauca
- Commons
- Wikispecies

O piriquiti (Canna glauca L.) é uma planta rizomatosa da família Cannaceae, de flores vistosas, amarelas, hermafroditas e assimétricas, nativa da América tropical. Pode ser cultivada em canteiros e em vasos com terra a pleno sol ou a meia sombra. Os frutos são secos, contendo sementes escuras e arredondadas. Multiplica-se por sementes ou por divisão de brotos que surgem da planta-mãe. As sementes podem levar de poucos dias a alguns meses para germinar.

## Etimologia
"Piriquiti" é um termo que se origina do tupi piriki'ti.